# Dewetsdorp
Dewetsdorp este un oraș din Provincia Free State, Africa de Sud.